# 世界两栖动物物种
《世界两栖动物物种》（英語：Amphibian Species of the World）是一份描述两栖动物物种信息的线上数据库。由美國自然史博物館主办，爬行动物学家达雷尔·弗罗斯特负责维护及更新数据。
因瀕危野生動植物種國際貿易公約的设立，美国分类学收藏协会在1978年开始了这个项目，该协会的Stephen R. Edwards首先编纂了《世界哺乳动物物种》，并开始编写《世界两栖动物物种》，达雷尔·弗罗斯特也加入项目提供帮助。第1版的《世界两栖动物物种》于1985年通过纸本方式出版，并得到了业内人士的好评。
1989年，项目转移至爬行动物学家联盟（Herpetologists' League），美国自然史博物馆任命弗罗斯特负责该项目，弗罗斯特在这段期间增加了更多的新物种和信息。
1999年，世界两栖动物物种的2.0线上版上线。至2014年，已更新至6.0版，支持修改后实时展示。
截至2023年1月的6.2版，数据库共收录8674个物种和17848条参考文献。
弗罗斯特凭借该项目的贡献，在2013年获得萨宾两栖动物保护奖（Sabin Award for Amphibian Conservation）。